# Michelle Torres
Michelle Torres, conosciuta anche come Michelle Casati (Chicago, 27 giugno 1967), è un'ex tennista statunitense.

## Carriera
In carriera ha vinto un titolo nel singolare, l'Eckerd Tennis Open nel 1984. Nei tornei del Grande Slam ha ottenuto il suo miglior risultato raggiungendo il terzo turno nel singolare all'Open di Francia nel 1984, 1986, 1987 e 1988 e agli US Open nel 1985, 1986 e 1988.

## Statistiche

### Singolare

#### Vittorie (1)
| Numero | Anno            | Torneo                    | Superficie | Avversaria in finale | Punteggio |
| 1.     | 14 ottobre 1984 | Eckerd Tennis Open, Tampa | Cemento    | Carling Bassett      | 6-1, 7-6  |

#### Finali perse (1)
| Numero | Anno              | Torneo                              | Superficie | Avversaria in finale | Punteggio |
| 1.     | 24 settembre 1984 | Maybelline Classic, Fort Lauderdale | Cemento    | Martina Navrátilová  | 1-6, 0-6  |

### Risultati in progressione
| Sigla | Risultato               |
| ----- | ----------------------- |
| V     | Vincitore               |
| F     | Finalista               |
| SF    | Semifinalista           |
| O     | Oro olimpico            |
| A     | Argento olimpico        |
| SF    | Bronzo olimpico         |
| QF    | Quarti di Finale        |
| 4T    | Quarto turno            |
| 3T    | Terzo turno             |
| 2T    | Secondo turno           |
| 1T    | Primo turno             |
| RR    | Round Robin             |
| LQ    | Turno di qualificazione |
| A     | Assente                 |
| ND    | Non disputato           |

| Legenda superfici    |
| -------------------- |
| Cemento              |
| Terra battuta        |
| Erba                 |
| Superficie variabile |

#### Singolare nei tornei del Grande Slam
| Torneo          | 1982 | 1983 | 1984 | 1985 | 1986 | 1987 | 1988 | 1989 |
| --------------- | ---- | ---- | ---- | ---- | ---- | ---- | ---- | ---- |
| Australian Open | A    | A    | A    | A    | ND   | A    | A    |      |
| Open di Francia | 1T   | 2T   | 3T   | 1T   | 3T   | 3T   | 3T   | 1T   |
| Wimbledon       | A    | 2T   | 2T   | A    | 1T   | 1T   | A    | A    |
| US Open         | 2T   | 1T   | 2T   | 3T   | 3T   | 1T   | 3T   | A    |

#### Doppio nei tornei del Grande Slam
| Torneo          | 1983 | 1984 | 1985 | 1986 |
| --------------- | ---- | ---- | ---- | ---- |
| Australian Open | A    | A    | A    | ND   |
| Open di Francia | 1T   | 1T   | A    | 1T   |
| Wimbledon       | A    | 1T   | A    | 1T   |
| US Open         | A    | 1T   | A    | 1T   |

#### Doppio misto nei tornei del Grande Slam
| Torneo          | 1983 | 1984 |
| --------------- | ---- | ---- |
| Australian Open | ND   | ND   |
| Open di Francia | 1T   | A    |
| Wimbledon       | 2T   | 1T   |
| US Open         | A    | 2T   |